# Label (Programmierung)
Ein Label (zu Deutsch: Sprungmarke) in einem Quellcode eines Computerprogramms ist eine durch einen Bezeichner eindeutig gekennzeichnete Marke, die üblicherweise als Sprungziel dient.

## Verwendung

### Assemblersprachen
Um in einer Assemblersprache z. B. Schleifen zu realisieren, kann meist relativ zum aktuellen Befehlszähler gesprungen werden – beispielsweise um 5 Befehle zurück. Dies ist aber sehr unflexibel: Wenn beispielsweise ein Befehl eingefügt oder entfernt wird, müssen alle relativen Sprünge, die über diese Stelle hinwegspringen, angepasst werden. Außerdem ist dies schlecht lesbar, da es dann oft notwendig ist, einzelne Programmsequenzen Befehl für Befehl abzuzählen.
Um diese Probleme zu umgehen, existieren Sprungmarken. Diese versehen eine Position im Quelltext mit einem eindeutigen Bezeichner. So kann direkt zu dieser Marke, d. h. zu dieser Codestelle gesprungen werden, ohne dass die oben beschriebenen Probleme auftreten.
Beispiel in einer Pseudo-Assemblersprache:
```
mov
 
$v0
,
 
0

MeinLabel:
                 
; hier wird ein Label mit dem Bezeichner "MeinLabel" gesetzt

  
add
  
$v0
,
 
$s0
            
; Code im "Schleifenkörper"

  
subi
 
$t0
,
 
1
              
; Code im "Schleifenkörper"

bne
 
$t0
,
 
$zero
,
 
MeinLabel
  
; bedingter Sprung zum Label

                           
; hier geht es weiter, wenn nicht gesprungen wird

```

### Höhere Programmiersprachen
Auch manche höhere Programmiersprachen – insbesondere ältere – bieten die Möglichkeit Sprungmarken zu setzen, um mithilfe direkter Sprünge (meistens goto genannt) an bestimmte Codestellen zu gelangen. Ihre Verwendung führt jedoch in größeren Programmen schnell zu unübersichtlichem, schwer lesbarem und schlecht wartbarem Quelltext (sogenanntem Spaghetticode).
Moderne Programmiersprachen besitzen deshalb geeignete Kontrollanweisungen, die die Verwendung von Sprungmarken und direkten Sprüngen im Quelltext überflüssig machen, sodass sie in vielen Programmiersprachen gar nicht mehr existieren oder nur in sehr begrenztem Maße (z. B. in den case-Anweisungen von C#).
Ein weiteres Konstrukt, das in vielen höheren Programmiersprachen Sprunganweisungen ersetzen kann, ist die strukturierte Ausnahmebehandlung, meist mit den Anweisungen try, finally und catch bzw. except.

### Algorithmik
Der Begriff ist auch in deutschsprachigen Beschreibungen von Algorithmen gleichbedeutend mit Bezeichner bzw. Attribut zu finden. Beispielhafte Bedeutungspaare sind
- gelabelt = gekennzeichnet und
- Labels = Attribute/Kennzeichen.